# Chris Harper
Chris Harper (ur. 23 listopada 1994 na Wyspie Thursday) – australijski kolarz szosowy.

## Osiągnięcia
Opracowano na podstawie:

2018
- 3. miejsce w mistrzostwach Australii (start wspólny)
- 1. miejsce w mistrzostwach Oceanii (start wspólny)
- 3. miejsce w Tour du Jura
- 1. miejsce w klasyfikacji młodzieżowej Tour of Japan

2019
- 2. miejsce w mistrzostwach Australii (start wspólny)
- 3. miejsce w mistrzostwach Oceanii (start wspólny)
- 1. miejsce w Tour of Japan
  - 1. miejsce w klasyfikacji młodzieżowej
  - 1. miejsce na 6. etapie
- 1. miejsce w Tour de Savoie Mont-Blanc
  - 1. miejsce w klasyfikacji górskiej
  - 1. miejsce w klasyfikacji punktowej
  - 1. miejsce na 4. i 5. etapie

2020
- 3. miejsce w mistrzostwach Australii (jazda indywidualna na czas)

## Rankingi
| Rok              | 2016 | 2017 | 2018  | 2019 | 2020 | 2021 | 2022 | 2023 | 2024 |
| ---------------- | ---- | ---- | ----- | ---- | ---- | ---- | ---- | ---- | ---- |
| World Ranking    | 735. | 854. | 164.  | 130. | 517. | 315. | 551. | 275. | 242. |
| UCI Europe Tour  | -    | -    | 1065. |      |      |      |      |      |      |
| UCI Asia Tour    | -    | 98.  | 133.  |      |      |      |      |      |      |
| UCI Oceania Tour | 17.  | -    | 1.    | 8.   | 34.  | 15.  | 34.  | 18.  | -    |
|                  |      |      |       |      |      |      |      |      |      |
| Źródło: UCI      |      |      |       |      |      |      |      |      |      |